# レオポルドとローブ

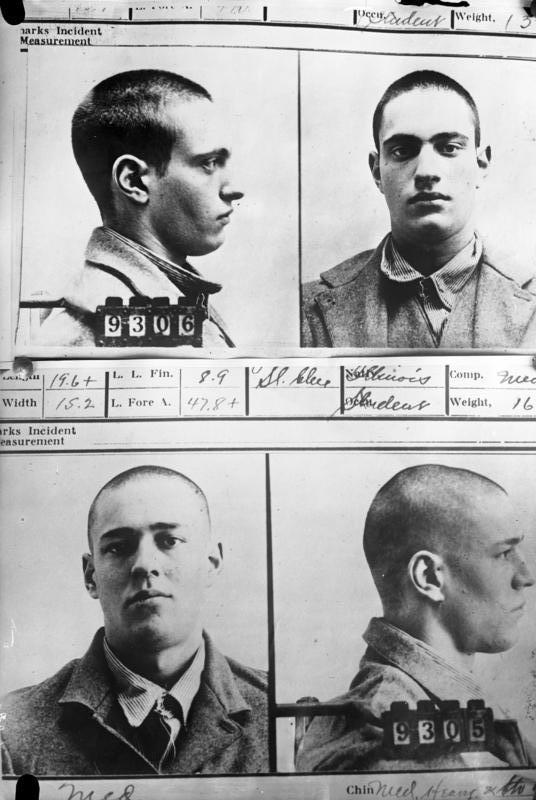
レオポルドとローブのマグショット

レオポルドとローブは、アメリカ合衆国の誘拐殺人犯。
本名はそれぞれネイサン・フロイデンソール・レオポルド・ジュニア（Nathan Freudenthal Leopold, Jr.、1904年11月19日 - 1971年8月29日）、リチャード・アルバート・ローブ（Richard Albert Loeb [ˈloʊb]、1905年6月11日 - 1936年1月28日）。

## 概要
2人とも裕福な家庭に生まれたユダヤ人で、互いに同性愛関係にあった。事件当時、シカゴ大学の学生だったが、富裕なユダヤ人実業家の息子ボビー・フランクスを誘拐して殺害し、終身刑プラス99年の懲役刑を受けた。
完全犯罪（になると彼らは思っていた）を遂行することで自分たちの優越性を立証しようという動機の異様さが話題を呼び、小説や戯曲・映画の題材にまでなった。

## 事件の詳細
レオポルドとローブは共にニーチェの超人思想の信奉者でどちらも非常に知能指数が高く、逮捕される恐れを一切感じることなく完全犯罪を成し遂げる力があると信じていた。2人が計画を実行に移したのは1924年5月21日のことだった。ローブの隣人の遠縁にあたる16歳のボビー・フランクスをレンタカーに誘い込んだのである。フランクスは二人に鑿で殴打された後衣類を口に詰められ、まもなく絶命した。シカゴ郊外の線路の下にある排水路に死体（身元特定が困難になるよう顔と性器を酸で焼いてあった）を隠した後、身代金目的の誘拐だったように見せかけるため入念に工作した。フランクス家は裕福なので、1万ドルも要求しておけば尤もらしく見えるだろうと計算したのである。

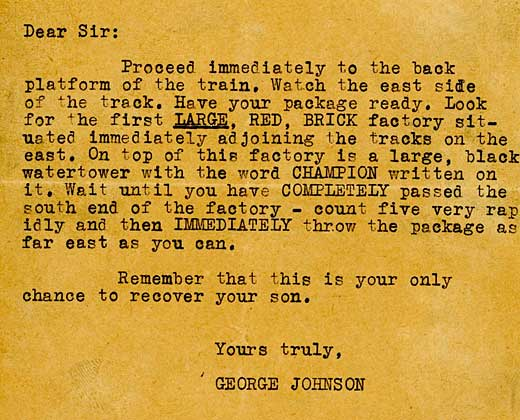
身代金を要求するように偽装した「脅迫状」

しかし、フランクスの父が身代金を払えるようになる前に、ポーランド移民のトニー・ミンキが死体を発見した。警察は、これが単なる身代金目的の誘拐ではないことを直ちに察知した。もしそうであったら、ボビーを殺す理由はなかったからである。
死体と共に発見された眼鏡（最初は被害者のボビーの物だと思われていた ）が、レオポルドにたどり着く手がかりとなった。身代金を要求する手紙はタイプライターで打ってあったが、調べると、それはレオポルドが法学部のゼミで共用しているタイプライターと同一であることが判明した。警察が取調べを重ねるうちに2人のアリバイは崩れ、ついに2人とも自供した。事件の大部分について供述は任意になされたものではあったが、殺害の実行については2人とも相手に罪をなすりつけ合った。
彼らは熟慮を重ねた末、身代金を要求することが却って完全犯罪の成功に繋がると踏んでいた。しかし、身代金を要求する前に死体が発見されてしまったのは完全な計算違いだった。2人の実家は裕福であり、充分な小遣いを与えており、身代金が動機である訳はなかった。彼らはただスリルが欲しかったのだ。尤も2人は拘置中も終始スリルを感じ続け、新聞記者相手に犯行の様子を生々しく語っていた。

### 事件後の反応
新聞記事が世に出ると、世論は怒りに煮えくり返った。ユダヤ人社会は、2人のような家庭から、かくもおぞましい犯罪者が出るとは夢にも想像していなかった。2人は一流大学の颯爽たる学生で、前途には洋々たる未来がひらけており、犯罪に走る理由は何もなかった筈なのである。作家マイアー・レヴィンは「被害者もユダヤ人だったのが救いだった」と語ったが、2人とも熱心なユダヤ教徒だったわけではない。

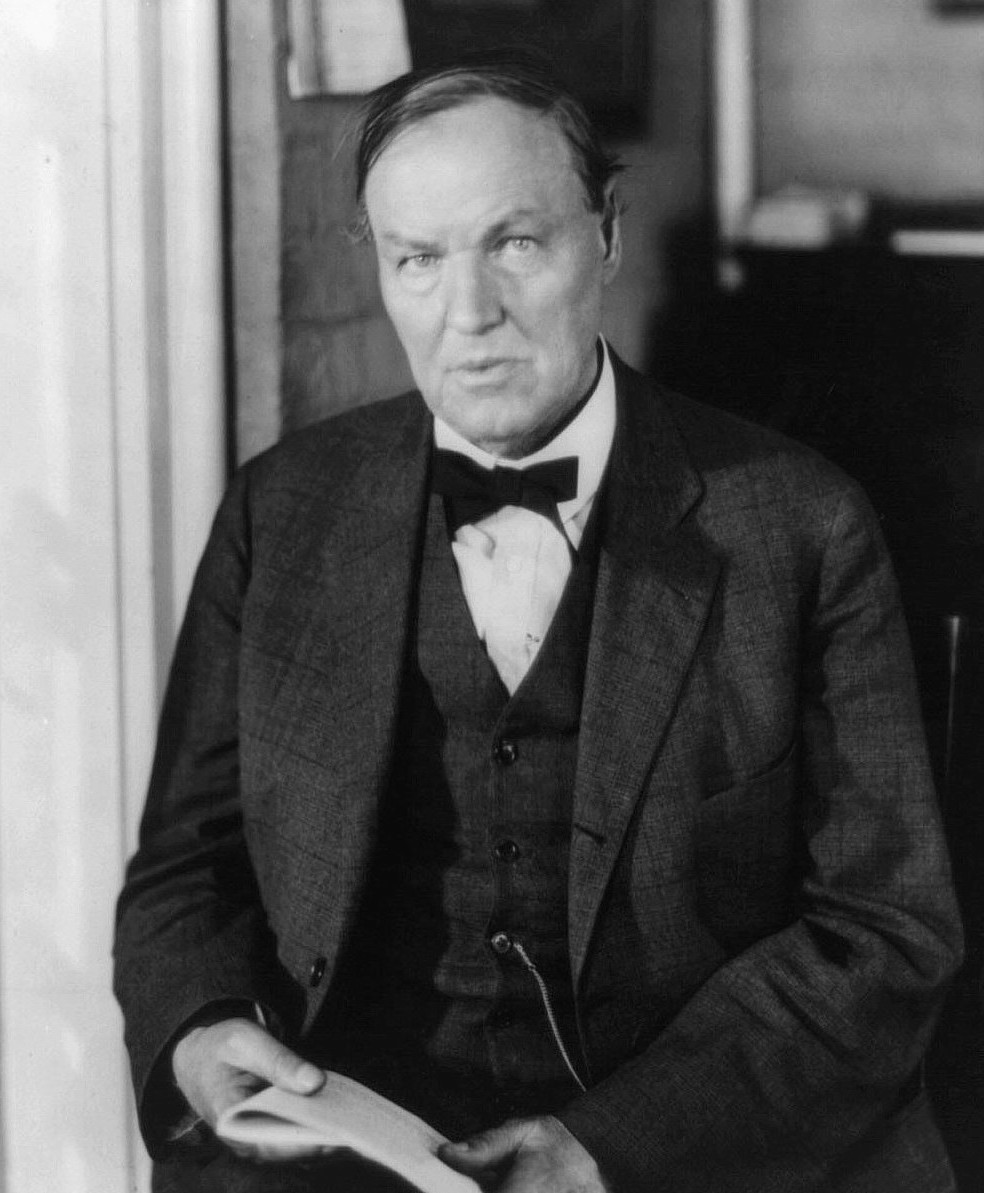
弁護を担当したクラレンス・ダロウ

この事件の公判はメディアの報道でごった返した。「世紀の犯罪」という陳腐な謳い文句が初めて使われたのはこの時である。ローブの家族が雇った67歳の名弁護士クラレンス・ダロウは、死刑判決だけは出させまいと何年も奮闘した。精神異常を理由に無罪を主張するかと誰もが思ったが、2人とも罪を認めた上での弁護だったので世論は驚いた。陪審裁判だったら間違いなく死刑判決が出てしまうことを見越したため、有罪を認めることによって陪審裁判になることを回避し、たった一人の判事の前で弁護したのはダロウ一流の戦略だった。
ダロウは12時間にも及ぶ弁論をおこなった。この時の弁論が彼の弁護士人生のクライマックスと評価されているのも尤もだった。
ダロウはこういった演説をするためにこの事件を引き受けたのかもしれなかった。なぜなら彼は断固たる死刑反対論者であり、このセンセーショナルな事件の弁護をすれば、彼の死刑反対論を繰り返し新聞に載せて広めることができたからである。そして、これほど兇悪な犯罪者ですら死刑にならないのだということを立証すれば、他の平凡な犯罪者を死刑にすることも難しくなるという計算もあったに違いない。結局ダロウの弁護は成功し、2人は死刑判決を免れた。こうして2人は、殺人罪に対して終身刑、誘拐罪に対して99年の懲役刑を受けたのである。

### それぞれの死
刑務所（イリノイ州のジョリエット刑務所）で2人は、自らの受けた高等教育を活かして刑務所内の学校で教師となった。だが1936年1月にローブが、服役者仲間のジェイムズ・デイにシャワー室で襲われ剃刀で切り殺された（デイは後にローブにレイプされそうになったと証言し、正当防衛が認められている）。 一方レオポルドは、1958年に33年間の服役を経て仮釈放が認められて出所。マスコミの取材攻勢を避けるためにプエルトリコへ移住し、そこで花屋の未亡人と結婚する。1971年に心臓発作で66歳で死亡した。

### 創作
この事件を題材としたものとして、1956年にマイアー・レヴィンが著した小説『強迫/ロープ殺人事件(Compulsion)』がある。作品中では2人の名はスタイナー&ストラウスと変更され、3年後にリチャード・フライシャー監督の手によって映画化された（映画の中では、ダロウをオーソン・ウェルズが演じている）。この他にも、2人をモデルにした戯曲や映画として、アルフレッド・ヒッチコック監督の映画 『ロープ』（1948年）やジョン・ローガン作の戯曲『ネバー・ザ・シナー（Never the Sinner）』 (1985年)、トム・ケイリン監督の 『恍惚』（1992年）、バーベット・シュローダー監督の 『完全犯罪クラブ』（2002年）、スティーブン・ドルギノフ（en:Stephen Dolginoff）作のミュージカル『スリル・ミー（en:Thrill Me）』（2003年初演）などがある。